# Oksana Domnina
Oksana Alexandrovna Domnina (em russo:  Оксана Александровна Домнина; Kirov, RSFS da Rússia, 17 de agosto de 1984) é uma ex-patinadora artística russa que compete em competições de dança no gelo. Nos Jogo Olímpicos de Vancouver, em 2010, Oksana ao lado do parceiro Maxim Shabalin, fora medalhista de bronze, em prova vencida pelos canadenses Tessa Virtue e Scott Moir.

## Principais resultados

### Com Maxim Shabalin
| Resultados | Resultados        | Resultados       | Resultados      | Resultados        | Resultados        | Resultados       | Resultados       | Resultados        | Resultados    | Resultados    | Resultados    | Resultados    |
| Internacional                                                                                                   | Internacional     | Internacional    | Internacional   | Internacional     | Internacional     | Internacional    | Internacional    | Internacional     | Internacional | Internacional | Internacional | Internacional |
| Evento/Temporada                                                                                                | 2002– 2003        | 2003– 2004       | 2004– 2005      | 2005– 2006        | 2006– 2007        | 2007– 2008       | 2008– 2009       | 2009– 2010        |               |               |               |               |
| --- | ----------------- | ---------------- | --------------- | ----------------- | ----------------- | ---------------- | ---------------- | ----------------- | ------------- | ------------- | ------------- | ------------- |
| Jogos Olímpicos                                                                                                 |                   |                  |                 | 9.ª               |                   |                  |                  | Medalha de bronze |               |               |               |               |
| Campeonato Mundial                                                                                              | 15.ª              | 10.ª             | 8.ª             | 7.ª               | 5.ª               |                  | Medalha de ouro  |                   |               |               |               |               |
| Campeonato Europeu                                                                                              | 12.ª              | 7.ª              | 6.ª             | 6.ª               | Medalha de prata  | Medalha de ouro  | WD               | Medalha de ouro   |               |               |               |               |
| GP Grand Prix Final                                                                                             |                   |                  |                 | 5.ª               | Medalha de bronze | Medalha de ouro  | Medalha de prata |                   |               |               |               |               |
| GP Cup of China                                                                                                 |                   |                  | 4.ª             |                   | Medalha de ouro   | Medalha de prata | Medalha de ouro  |                   |               |               |               |               |
| GP Cup of Russia                                                                                                |                   | 6.ª              | 4.ª             | Medalha de bronze | Medalha de prata  | Medalha de ouro  | Medalha de prata |                   |               |               |               |               |
| GP Skate America                                                                                                |                   |                  |                 | Medalha de bronze |                   |                  |                  |                   |               |               |               |               |
| GP Skate Canada International                                                                                   |                   | 6.ª              |                 |                   |                   |                  |                  |                   |               |               |               |               |
| Finlandia Trophy                                                                                                |                   | Medalha de prata |                 |                   |                   |                  |                  |                   |               |               |               |               |
| Karl Schäfer Memorial                                                                                           |                   |                  |                 |                   | Medalha de ouro   |                  |                  |                   |               |               |               |               |
| Skate Israel |                   |                  |                 | Medalha de prata  |                   |                  |                  |                   |               |               |               |               |
| Internacional – Júnior                                                                                          |                   |                  |                 |                   |                   |                  |                  |                   |               |               |               |               |
| Campeonato Mundial Júnior                                                                                       | Medalha de ouro   |                  |                 |                   |                   |                  |                  |                   |               |               |               |               |
| JGP Grand Prix Júnior Final                                                                                     | Medalha de ouro   |                  |                 |                   |                   |                  |                  |                   |               |               |               |               |
| JGP JGP França                                                                                                  | Medalha de ouro   |                  |                 |                   |                   |                  |                  |                   |               |               |               |               |
| JGP JGP Sérvia                                                                                                  | Medalha de ouro   |                  |                 |                   |                   |                  |                  |                   |               |               |               |               |
| Nacional |                   |                  |                 |                   |                   |                  |                  |                   |               |               |               |               |
| Campeonato Russo                                                                                                | Medalha de bronze | Medalha de prata | Medalha de ouro | Medalha de prata  | Medalha de ouro   |                  |                  | Medalha de ouro   |               |               |               |               |
| |                   |                  |                 |                   |                   |                  |                  |                   |               |               |               |               |
| Legenda: GP = Grand Prix; JGP = Grand Prix Júnior; WD = Abandonou; Competição não foi disputada nesta temporada |                   |                  |                 |                   |                   |                  |                  |                   |               |               |               |               |

### Com Maxim Bolotin
| Resultados                                                                     | Resultados             | Resultados             | Resultados             | Resultados             | Resultados             | Resultados             | Resultados             | Resultados             | Resultados             | Resultados             | Resultados             | Resultados             |
| Internacional – Júnior                                                         | Internacional – Júnior | Internacional – Júnior | Internacional – Júnior | Internacional – Júnior | Internacional – Júnior | Internacional – Júnior | Internacional – Júnior | Internacional – Júnior | Internacional – Júnior | Internacional – Júnior | Internacional – Júnior | Internacional – Júnior |
| Evento/Temporada                                                               | 2000– 2001             | 2001– 2002             |                        |                        |                        |                        |                        |                        |                        |                        |                        |                        |
| ------------------------------------------------------------------------------ | ---------------------- | ---------------------- | ---------------------- | ---------------------- | ---------------------- | ---------------------- | ---------------------- | ---------------------- | ---------------------- | ---------------------- | ---------------------- | ---------------------- |
| Campeonato Mundial Júnior                                                      |                        | 7.ª                    |                        |                        |                        |                        |                        |                        |                        |                        |                        |                        |
| JGP Grand Prix Júnior Final                                                    | 7.ª                    | 4.ª                    |                        |                        |                        |                        |                        |                        |                        |                        |                        |                        |
| JGP JGP Bulgária                                                               |                        | Medalha de ouro        |                        |                        |                        |                        |                        |                        |                        |                        |                        |                        |
| JGP JGP Polônia                                                                | Medalha de prata       |                        |                        |                        |                        |                        |                        |                        |                        |                        |                        |                        |
| JGP JGP República Tcheca                                                       |                        | Medalha de prata       |                        |                        |                        |                        |                        |                        |                        |                        |                        |                        |
| JGP JGP Ucrânia                                                                | Medalha de bronze      |                        |                        |                        |                        |                        |                        |                        |                        |                        |                        |                        |
| Nacional – Júnior                                                              |                        |                        |                        |                        |                        |                        |                        |                        |                        |                        |                        |                        |
| Campeonato Russo                                                               |                        | Medalha de bronze      |                        |                        |                        |                        |                        |                        |                        |                        |                        |                        |
|                                                                                |                        |                        |                        |                        |                        |                        |                        |                        |                        |                        |                        |                        |
| Legenda: JGP = Grand Prix Júnior; Competição não foi disputada nesta temporada |                        |                        |                        |                        |                        |                        |                        |                        |                        |                        |                        |                        |

### Com Ivan Lobanov
| Campeonato Russo | 8.ª |